# Národní rekreační oblast Lake Chelan
Národní rekreační oblast Lake Chelan (angl. Lake Chelan National Recreation Area) je chráněná oblast nacházející se zhruba 56 kilometrů jižně od kanadsko-amerických hranic v okrese Chelan. Patří sem přibližně 250 km² severního konce jezera Chelan a údolí do něj přitékající řeky Stehekin. O oblast se stará National Park Service a eviduje ji jako část komplexu severního Kaskádového pohoří.
Národní park Severní Kaskády leží přímo vedle rekreační oblasti. Do rekreační oblasti nevedou žádné silnice. Stejně jako nedaleké město Stehekin, které má méně než sto obyvatel, je oblast přístupná pouze hydroplány nebo trajekty z města Chelan, které leží na druhém konci jezera. V létě se sem můžeme dostat také po turistických stezkách přes Kaskádové pohoří. V létě také operuje off-roadový autobus, který sváží unavené turisty ze stezky Pacific Crest do Stehekinu.
Návštěvníci oblasti obdrží všechny důležité informace na infocentru Golden West, které leží nedaleko stanoviště trajektu. Některé historicky významné budovy se nachází v oblasti, především pak ve Stehekinu.